# Miss Italia nel mondo 2006
La sedicesima edizione di Miss Italia nel mondo si è svolta presso le Terme Berzieri di Salsomaggiore Terme il 27 giugno 2006 ed è stata condotta da Carlo Conti. Vincitrice del concorso è risultata essere la brasiliana Karina Michelin.

## Piazzamenti
| Risultato finale           | Concorrente |
| -------------------------- | --- |
| Miss Italia nel mondo 2006 | - Brasile - Karina Michelin |
| 2ª classificata            | - Liechtenstein - Dahlia Ferrazzo |
| Top 5                      | - Austria - Valentina Berto - Benelux - Rosalia Marullo - Stati Uniti d'America - Camilla Gomiero |
| Top 10                     | - Belgio - Cassandra D'Ermilio - Caraibi - Carmen Figueroa - Lussemburgo - Lesley De Vita - Slovacchia - Ambra Morisi - Tunisia - Steffany Rossin |
| Top 20                     | - Argentina - Yesica Di Vincenzo - Canada - Patrizia Villanti - Gran Bretagna - Federica Amati - Grecia - Valeria Abatzoglu - Inghilterra - Jennifer Heskins - Messico - Maria Angela Ruberti - Perù - Andrea Cardenas - Repubblica Dominicana - Esmelisa Segura Rossis - Spagna - Jade Baldari - Thailandia - Nicole Basta |

## Concorrenti[2]
01 Austria - Valentina Berto
02 Inghilterra - Jennifer Heskins
03 Oceania - Australia - Jade Bianca Ormiston
04 Benelux - Rosalia Marullo
05 Repubblica Dominicana - Esmelisa Segura Rossis
06 Uruguay - Ximena Olmedo Pedroni
07 Thailandia - Nicole Basta
08 Sudafrica - Roberta Montali
09 Canada - Patrizia Villanti
10 Cile - Maria Teresa Imbesi
11 Sud America - Perù Rosa Delgado Navarro
12 Spagna - Jade Baldari
13 Argentina - Yesica Di Vincenzo
14 Brasile - Heloisa Christina Zeferino Beraldo
15 Liechtenstein - Dahlia Ferrazzo
16 Stati Uniti d'America - Camilla Gomiero
17 Lussemburgo - Lesley De Vita
18 Balcani - Romania - Mihaela Radu
19 Danimarca - Giulia Leonessi
20 Messico - Maria Angela Ruberti
21 Malta - Vanya Falzon
22 Venezuela - Maria Fernanda Tuozzolo
23 Romania - Catalina Parlog
24 Belgio - Cassandra D'Emidio
25 Slovacchia - Ambra Morisi
26 Emirati Arabi Uniti - Chiara Fraser
27 Svizzera - Moira Epifanio
28 Caraibi - Carmen Figueroa
29 Germania - Tanja Lederer
30 Amazzonia - Brasile - Karina Miquelin
31 Perù - Andrea Cardenas
32 Australia - Renee Pettit
33 Grecia - Valeria Abatzoglu
34 Paesi Bassi - Federica Koopman
35 Gran Bretagna - Federica Amati
36 Tunisia - Steffany Rossin
37 Cuba - Haydee Angelica Cuesta Martinez
38 Slovenia - Greti Manfreda
39 Porto Rico - Tamara Gonzàlez Valentin
40 Paraguay - Cynthia Zarate Trussy
41 Andorra - Sylvia Scarano